# Julija Aleksandrovna Smol'skaja
Julija Aleksandrovna Smol'skaja, in russo Юлия Александровна Смольская?, coniugata Den (in russo Ден?), anche chiamata Lili Dehn (9 agosto 1888 – Roma, 8 ottobre 1963), è stata una nobildonna russa.

## Biografia
Nacque nella tenuta di famiglia, nella Russia meridionale. Era la figlia di Ismail Selim Bek Smol'skij e di Catherine Horvat. Era discendente del generale Michail Illarionovič Kutuzov, il vincitore di Napoleone durante l'invasione della Russia nel 1812. I suoi genitori divorziarono quando aveva undici anni e la madre in seguito si risposò.
Venne istruita a casa da un tutor e scrisse che aveva capito molto poco il russo siccome in famiglia si parlava francese.

## Il matrimonio e l'amicizia con la zarina
Sposò, nel 1907 a Jalta, Karl Ioakimovič fon Den (1877-1932), un ufficiale della marina russa, la cui famiglia era originaria di Reval (odierna Tallinn]. Egli era ufficiale sul panfilo imperiale Štandart ed era stato un favorito dei figli dello zar. La zarina si interessò a lei e, in seguito, divennero amiche. La coppia ebbe tre figli:
- Aleksandr Leonid (1908-1974)
- Ekaterina (1919-1937)
- Marija Ol'ga (1923-2007)

La zarina fu la madrina del figlio di Julija, e rimase turbata dal fatto che il suo figlioccio avesse avuto un battesimo luterano e insistette, sette anni dopo, perché il bambino fosse ribattezzato nella Chiesa ortodossa russa. I Dehns rispettarono la sua richiesta.

## La prima guerra mondiale e la rivoluzione
Divenne una infermiera della Croce Rossa durante la prima guerra mondiale e curò i soldati feriti in un ospedale militare.
Era con la famiglia imperiale durante lo scoppio della rivoluzione russa del 1917 e ha contribuito a curare i bambini e Anna Vyrubova, una sua lontana cugina, attraverso un focolaio di morbillo. Fu testimone dell'abdicazione dello zar e la prigionia della famiglia da parte del nuovo governo provvisorio.

## L'esilio
Fuggì dalla Russia, a bordo della nave SS Kherson, con la madre e il figlio attraverso la Turchia e la Grecia. Alla fine raggiunse l'Inghilterra. La famiglia prima si stabilì in Inghilterra e in seguito si trasferì in una proprietà di famiglia, a Holowiesk, nella Polonia orientale. Nel 1932 il marito morì.
Dopo lo scoppiò della seconda guerra mondiale Julija fu costretta ad emigrare di nuovo e si trasferì a Caracas dove sua figlia Maria, che parlava sette lingue, in seguito lavorò come interprete per il governo venezuelano. Morì nel 1963.